# Estación de Albufeira-Ferreiras
La Estación Ferroviária de Albufeira-Ferreiras, igualmente conocida por Estación de Albufeira, es una plataforma ferroviaria de la Línea del Algarve, que sirve a las localidades de Albufeira y Ferreiras, en el Distrito de Faro, en Portugal.

## Características

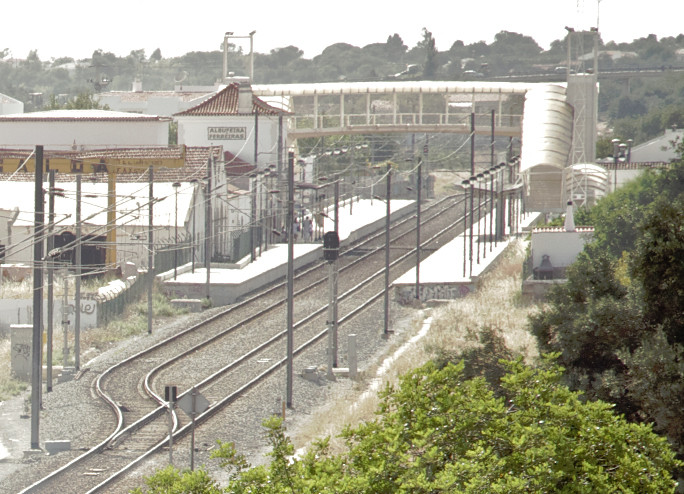
Panorámica de la estación, en 2011.

### Vías y plataformas
Esta estación poseía, en 2007, dos vías de circulación, ambas con 455 metros de extensión, y dos plataformas, ambas con 300 metros de longitud; las informaciones sonoras a los pasajeros eran realizadas desde la Estación de Faro. En 2011, ambas líneas habían sido extendidas a los 469 metros de longitud; las plataformas también fueron modificadas, pasando ambas a presentar 301 metros de extensión, y 65 centímetros de altura.

### Localización y accesos
Esta plataforma tiene acceso por la Avenida de la Estación, en la localidad de Ferreiras, a unos 6 kilómetros de distancia de Albufeira; dispone de un servicio de taxis.

## Historia

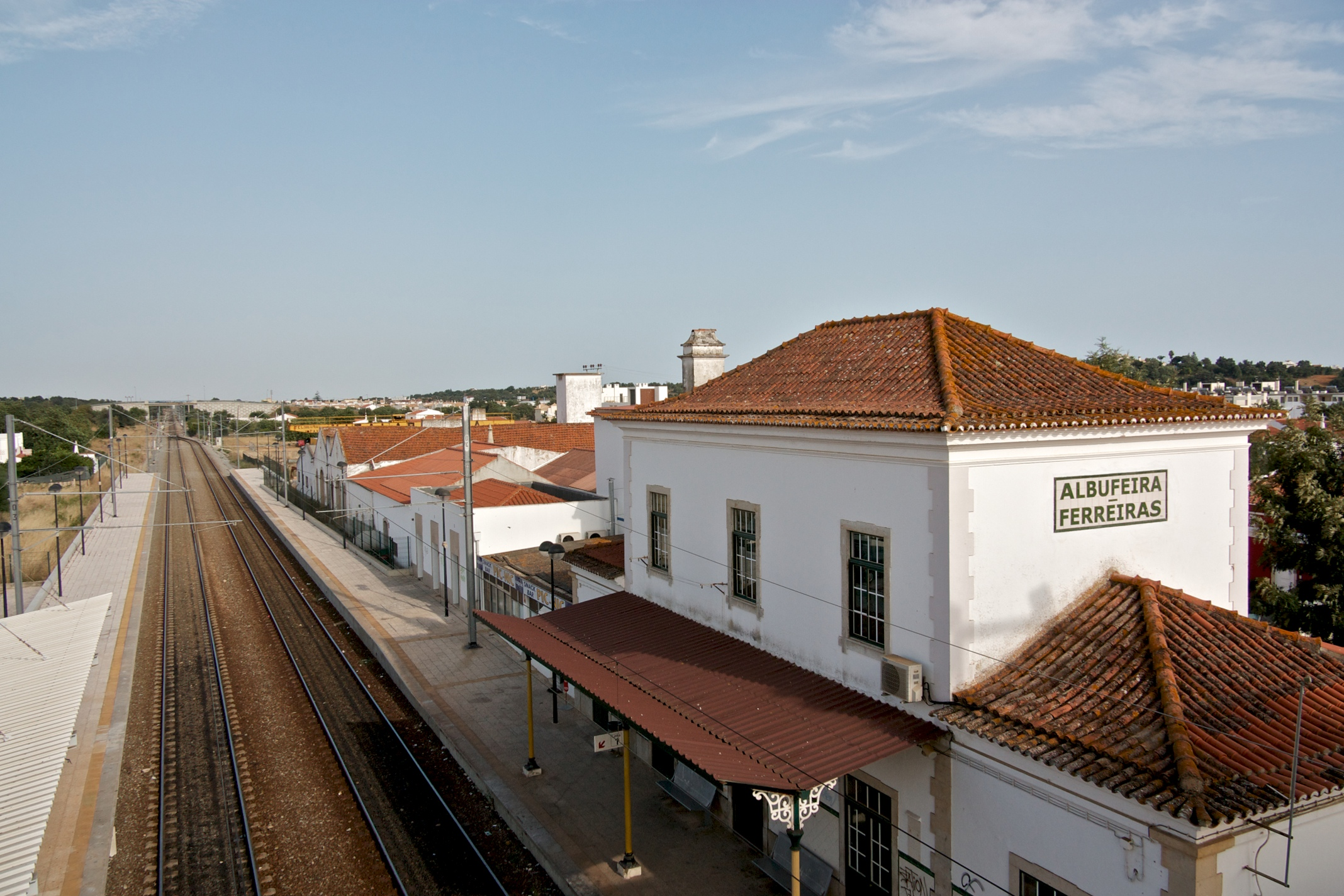
Panorámica de la estación, en 2011.

### Planificación y construcción de la conexión ferroviaria del Algarve
El 21 de abril de 1864, es firmado un contrato entre el gobierno y la Compañía de los Ferrocarriles de Sur y Sudeste, con el fin de construir la conexión ferroviaria entre Beja y el Algarve. El 1 de julio de 1875, es publicada una ordenanza, encargando a Nuno Augusto de Brito Taborda, director del Ferrocarril del Sudeste, de crear un proyecto definitivo para el Ferrocarril del Algarve; en el mismo día, es publicado un decreto que ordena por parte del estado la construcción de este ferrocarril. El gobierno abrió el concurso para la construcción de este ferrocarril el 26 de enero de 1876.
A finales de 1876, la vía entre Faro y São Bartolomeu de Messines se encontraba totalmente asentada, faltando tan sólo concluir la vía entre esta estación y Casével. El 1 de julio de 1889, es abierto a la explotación el tramo entre Faro y Amoreiras.

### La estación en elsigloXX
A partir de noviembre de 1926, esta estación pasó a ser utilizada por servicios Rápidos.
En 1933, el edificio de la estación fue objetivo de obras de remodelación y mejora.
Los viajeros tenían que alquilar un tren de tracción animal para desplazarse entre la Estación y la localidad, debido a la distancia a recorrer, que era de cerca de 6,5 kilómetros; fue posteriormente creado un servicio de autobuses para asegurar este servicio, siendo la primera carretera en el Algarve.

### Historia reciente
Recientemente, el edificio de pasajeros sufrió obras de remodelación, coordinadas por el arquitecto Paulo Jorge de Almeida, de la empresa Arquiprojecta.